# Melanagromyza metallica
Melanagromyza metallica este o specie de muște din genul Melanagromyza, familia Agromyzidae. A fost descrisă pentru prima dată de Thomson în anul 1869. Conform Catalogue of Life specia Melanagromyza metallica nu are subspecii cunoscute.